# Język mori atas
Język mori atas, także mori zachodni, aikoa – język austronezyjski używany w prowincji Celebes Środkowy w Indonezji. Według danych z 1988 roku posługuje się nim 14 tys. osób.
Dzieli się na pięć głównych dialektów: impo, molio’a, molongkuni, ulu uwoi, tambee (ajo, mori południowy). Pomimo częściowej zbieżności nazw nie jest blisko spokrewniony z językiem mori bawah (ze wschodniej gałęzi języków bungku-tolaki). W 1991 r. ustalono, że mori atas, mori bawah i padoe (mori południowy) to trzy odrębne języki. Mori atas wywarł jednak znaczny wpływ na mori bawah.
Pierwotnie był nazywany po prostu „mori”, lecz Holendrzy określali w ten sposób różne grupy językowe regionu. Ostatecznie nazwa ta została przyjęta przez użytkowników mori bawah. Blisko spokrewniony języka tomadino (odnotowany dopiero w 1999 r.) występuje w jednej wsi na terytorium języka bungku. Dane leksykalne sugerują, że jego użytkownicy przybyli z obszaru mori atas, ulegając wpływom bungku.
Pod koniec lat 80. XX w. pozostawał w powszechnym użyciu. Duże znaczenie ma także język indonezyjski, zwłaszcza w edukacji, sytuacjach formalnych i komunikacji międzyetnicznej. W ośrodkach miejskich języki mori zaczęły być wypierane przez język narodowy.
Jest zapisywany alfabetem łacińskim.